# 트리코나사나

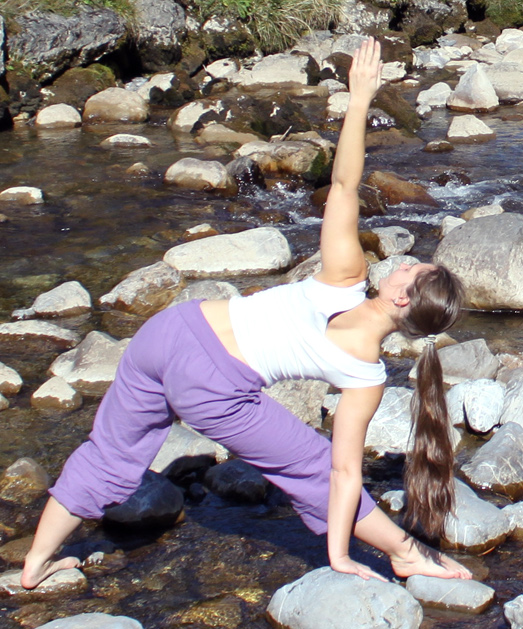
트리코나사나

트리코나사나(Trikonasana) 또는 삼각체위는 요가 아사나의 하나이다.

## 방법
1. 타다사나에서 두 다리를 어깨의 두 배 넓이 만큼 충분히 벌리고, 양 발은 반드시 전방을 향하여 선다.
2. 두 팔을 좌우 수평으로 벌린 상태에서, 왼쪽 발바닥만을 바깥으로 90도 돌린 후, 두 무릎은 수평을 유지 한 상태에서, 상체를 서서히 왼쪽으로 기울인다.
3. 동시에 왼팔을 수직으로 내려, 손 바닥을 왼쪽 발 바깥의 바닥에다 지지한다. 동시에 숨을 마시며 오른 팔은 하늘을 향하여 수직으로 뻗는다.
4. 시선은 하늘을 향하고 30초간 이 자세를 유지한 후 다시 타다사나로 돌아온다.
5. 반대쪽으로 반복한다.

## 효과
등의 통증을 없애고 목삠을 예방한다.
발목과 다리근육을 강화하고 척추신경계와 소화기관을 활성화한다.